# Onthophagus falcifer
Onthophagus falcifer là một loài bọ cánh cứng trong họ Bọ hung (Scarabaeidae).